# Sagrat Cor de Teià
El Sagrat Cor de Teià es troba al Parc de la Serralada Litoral, concretament a Teià (el Maresme).

## Descripció
És una estàtua de marbre de Carrara feta el 1956 per Claudi Rius. La va erigir la propietària de la finca per tancar una picabaralla amb el rector de la parròquia de Teià que la va titllar de mancada de fe. La figura, dalt del turó rocallós del Moliner i amb els braços oberts, mira directament a l'església de Teià i gaudeix d'una bona vista sobre la riera de Teià i el mar.
Des de la base de la figura (si mirem cap a l'est) s'endevina a uns 200 metres el Refugi de la Ferreria del Vedat. Al nord, el profund tall de la Pedrera del Tercio i al NE, just a la cresta, la tanca del Mirador d'en Pere.

## Accés

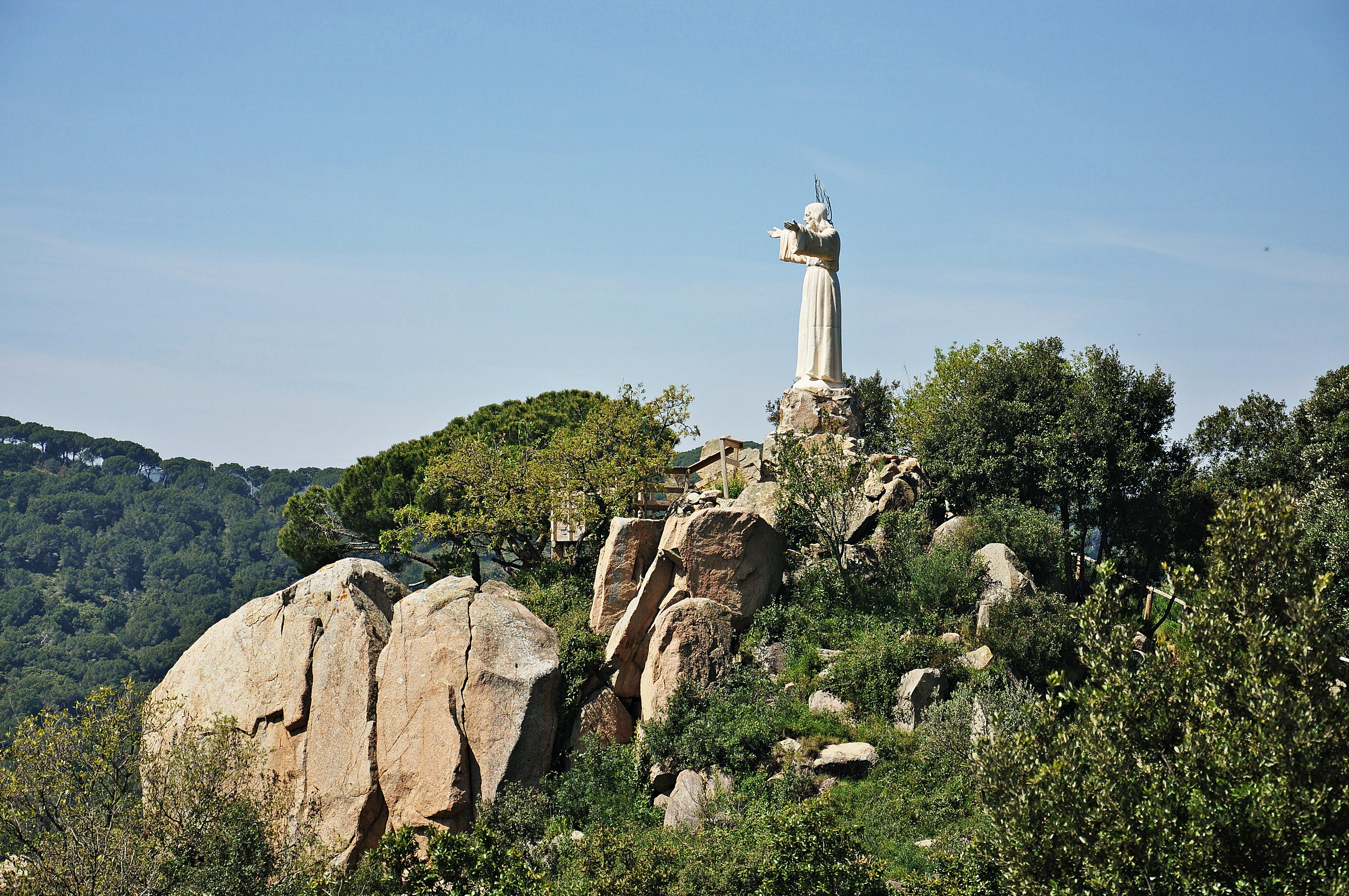

Al final de l'asfalt del passeig de la riera de Teià surt una pista a la dreta, amb indicadors de ruta i Refugi de la Ferreria del Vedat. La prenem i pugem 990 m, fins a un revolt a l'esquerra on a la dreta hi ha una estaca que senyalitza la ruta del Vedat. D'aquest punt en surten dos corriols: el de la dreta duu al Sagrat Cor, 30 metres més enllà. Coordenades: x=443417 y=4595743 z=287.